# Favelă

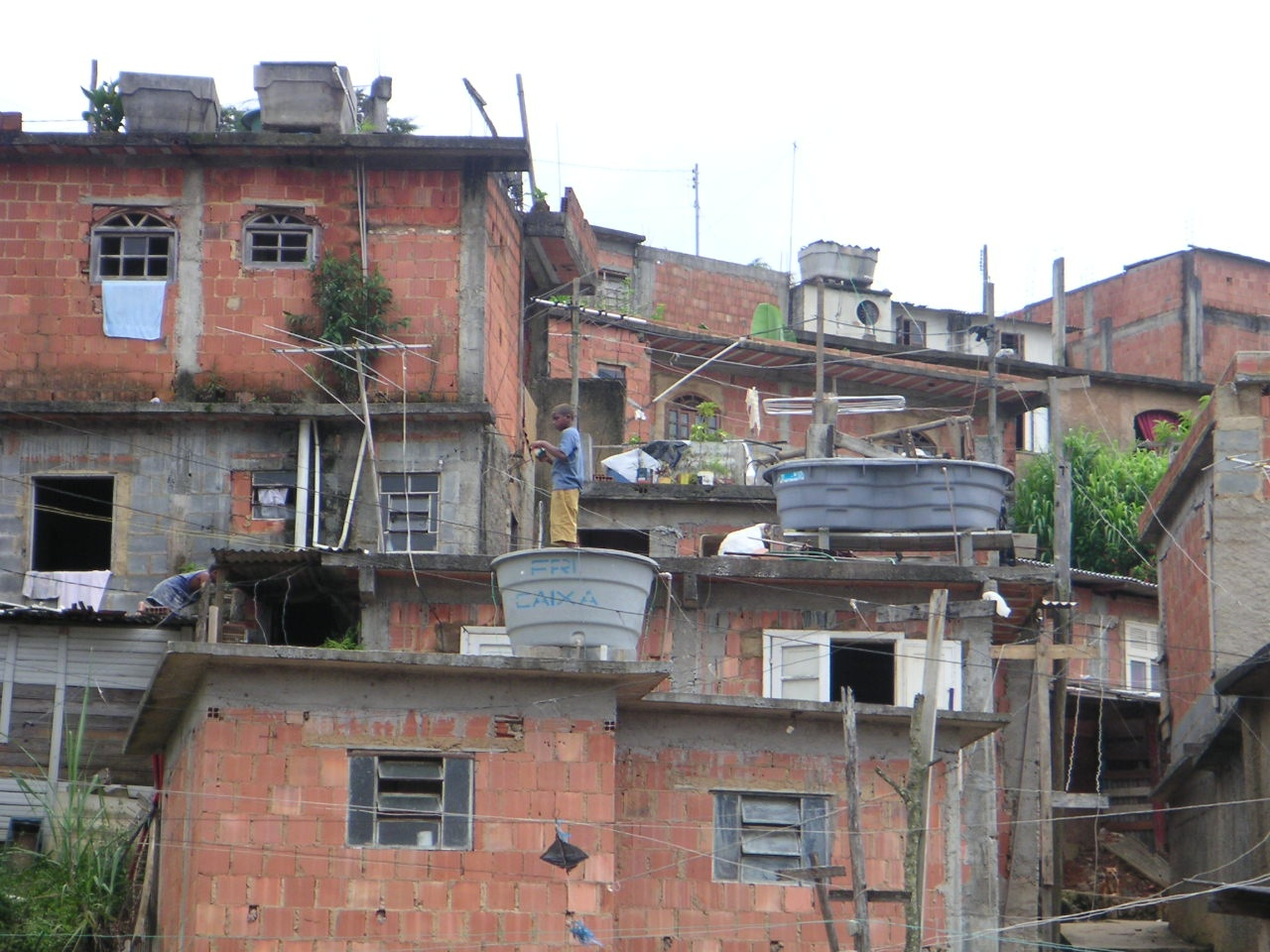
Habitat precar în favela de Nova Friburgo

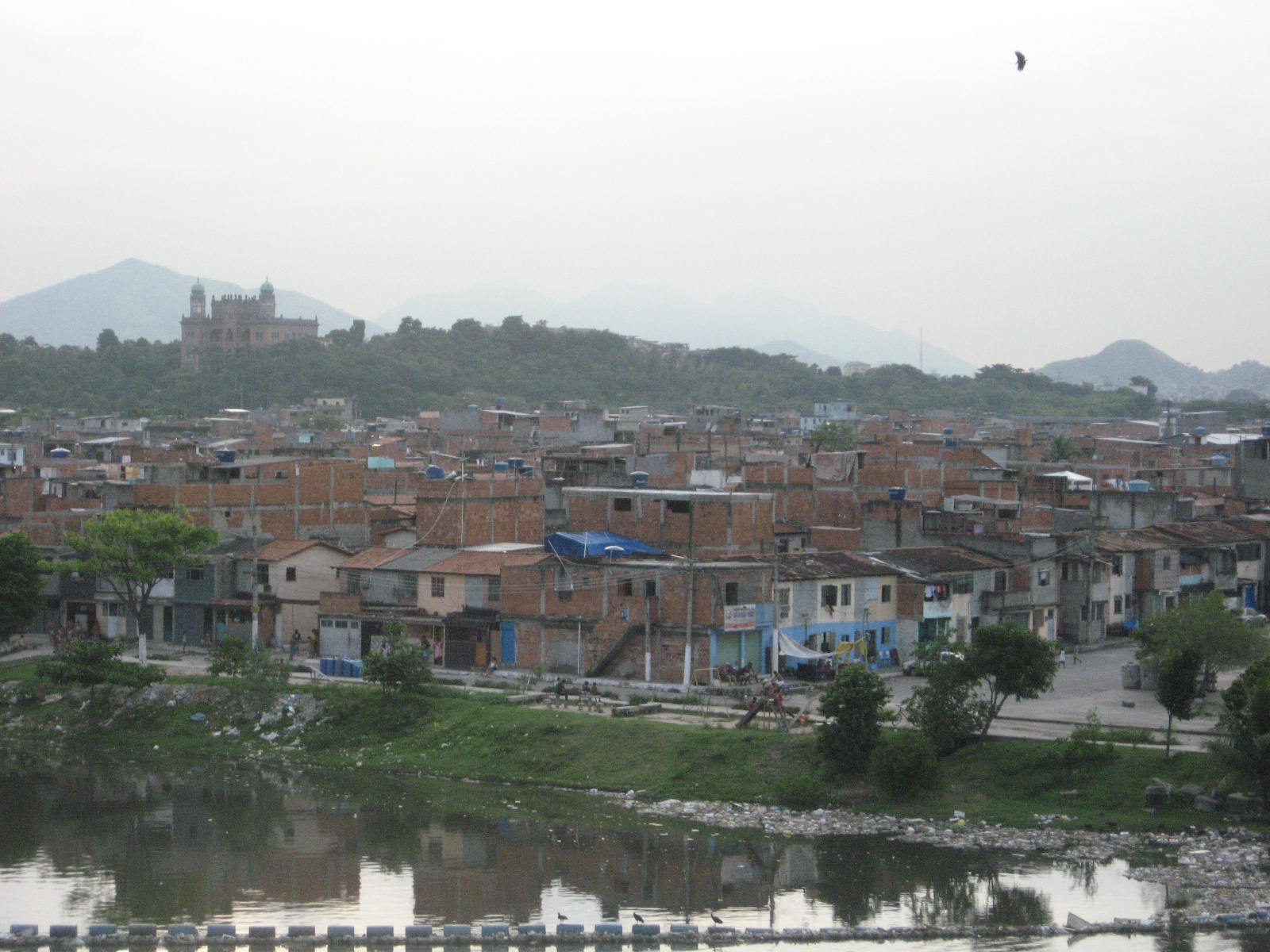
Favela da Maré, Rio

Favela este un habitat spontan intraurban sau suburban al populației rurale migrate în număr excesiv, fără a beneficia pe deplin de serviciile civilizației urbane (ex. în Brazilia). În țările francofone este cunoscut sub denumirea de bidonville.
Favelele sunt ghetouri excesiv de aglomerate din Brazilia, formate la marginea orașelor mari, în special în Rio de Janeiro și Sao Paulo. Aceste habitate nu beneficiază pe deplin de serviciile civilizației urbane, fapt pentru care au o reputație foarte proastă. 